# Комітет Верховної Ради України з питань екологічної політики та природокористування
Комітет Верховної Ради України з питань екологічної політики та природокористування — утворений 29 серпня 2019 у Верховній Раді України IX скликання. У складі комітету 16 депутатів, голова Комітету — Бондаренко Олег Володимирович.

## Склад
У складі комітету:
1. Бондаренко Олег Володимирович — голова Комітету
2. Івахів Степан Петрович — перший заступник голови Комітету
3. Маріковський Олександр Валерійович — заступник голови Комітету
4. Криворучкіна Олена Володимирівна — заступник голови Комітету
5. Фельдман Олександр Борисович — секретар Комітету
6. Андрійович Зіновій Мирославович — голова підкомітету з питань охорони і раціонального використання надр, водних ресурсів
7. Овчинникова Юлія Юріївна — голова підкомітету з питань лісових ресурсів, біорізноманіття, природних ландшафтів, об‘єктів природно-заповідного фонду та з питань адаптації законодавства України до положень права ЄС
8. Якименко Павло Віталійович — голова підкомітету з питань державного моніторингу навколишнього природного середовища
9. Нестеренко Кирилл Олександрович — голова підкомітету з питань державної політики у сфері поводження з відходами
10. Кривошеєв Ігор Сергійович — голова підкомітету з питань подолання наслідків Чорнобильської катастрофи
11. Шахов Сергій Володимирович — голова підкомітету з питань цивільного захисту населення, попередження та ліквідації наслідків надзвичайних ситуацій техногенного або природного характеру та подолання негативного впливу на довкілля, завданого збройним конфліктом на території Донецької та Луганської областей
12. Василенко Леся Володимирівна — член Комітету
13. Задорожний Андрій Вікторович — член Комітету
14. Лабунська Анжеліка Вікторівна — член Комітету
15. Луценко Ірина Степанівна — член Комітету
16. Прощук Едуард Петрович — член Комітету
17. Яценко Антон Володимирович — член Комітету

## Предмет відання
Предметом відання Комітету є:
- охорона, збереження, використання та відновлення (відтворення) природних ресурсів, у тому числі надр, лісів, водних ресурсів, атмосферного повітря, тваринного та рослинного світу, природних ландшафтів;
- збереження та збалансоване використання природних ресурсів виключної (морської) економічної зони, континентального шельфу та освоєння космічного простору;
- екологічна безпека, попередження та ліквідація наслідків природного лиха, техногенних аварій і катастроф, діяльність державних аварійно-рятувальних служб;
- радіаційна та пожежна безпека;
- цивільний захист населення;
- правовий режим зони надзвичайної екологічної ситуації;
- державна політика у сфері поводження з відходами (крім побутових);
- державний моніторинг навколишнього природного середовища;
- адміністративно-господарські санкції за забруднення навколишнього природного середовища;
- створення, охорона та розвиток об'єктів природно-заповідного фонду України;
- ліквідація наслідків Чорнобильської катастрофи, у тому числі надання згоди на обов'язковість міжнародних договорів України з цих питань;
- правовий режим зон радіоактивного забруднення, у тому числі внаслідок Чорнобильської катастрофи;
- запобігання негативним антропогенним змінам клімату;
- екологічний аудит.